# Jaworzyna Śląska
Jaworzyna Śląska (německy Königszelt) je město v Polsku v Dolnoslezském vojvodství v okrese Svídnice. Náleží do aglomerace města Valbřich, od kterého leží přibližně 20 kilometrů na sever. V roce 2023 zde žilo 5 046 obyvatel.  Zdejší zajímavostí je Muzeum železniční dopravy ve Slezsku se sbírkou parních lokomotiv.

## Doprava
Jaworzyna Śląska je významnou železniční křižovatkou. Potkávají se zde tratě č. 137 Katovice – Lehnice a č. 274 Vratislav – Görlitz.

## Partnerská města
- Ostritz, Německo
- Peyremale, Okcitánie, France
- Pfeffenhausen, Bavorsko, Německo
- Teplice nad Metují, Česko